# 趙卿煥
趙卿煥（1945年3月21日—2012年10月13日），韓國男演員。1969年MBC第1期公開招募演員，曾在《李祘》、《大長今》、《醫道》、《初戀》、《天橋風雲》等多套高收視韓國電視劇演出。2012年10月13日，因肝癌病逝。

## 經歷
- 1982年：獲任命為首爾市教育委員會[4]榮譽教師
- 1997年：成為全羅北道完州郡又石大學藝體能學部演劇映畫科助理教授兼學科長
- 2000年：大學學部升格成為學院，學科升格為表演藝術學部。轉任演劇專攻助理教授
- 2000年：成為國民映象天使俱樂部會長

## 獎項
- 1981年 MBC演技大賞－男子最優秀演技獎
- 2012年 MBC演技大賞－功勞獎